# Monestir de Martvili
El monestir de Martvili (en georgià: მარტვილის მონასტერი) és un complex monàstic de l'Església ortodoxa georgiana situat al llogaret de Martvili, al districte de Martvili de la regió de Samegrelo-Zemo Svaneti de Geòrgia. S'assenta al pujol més alt dels voltants i tenia una importància estratègica.

## Història
El lloc sobre el turó on avui es troba el monestir ha estat utilitzat en temps antics com un centre cultural pagà i era un lloc sagrat. Allà hi va haver una vegada un antic i enorme roure que era venerat com un ídol de fertilitat i prosperitat. Després de la conversió de la població nadiua al cristianisme, l'arbre antic va ser tallat per no adorar-lo més. Una església va ser construïda originàriament al final del segle VII sobre les arrels del roure vell i va ser anomenada en honor de sant Andreu, que va predicar el cristianisme i va convertir als pagans de la regió de Samegrelo.
La catedral principal de Martvili-Chkondidi (Mingrèlia: Chkoni que es tradueix com 'roure') va ser reconstruïda al segle X després de les invasions que van destruir l'església anterior, pel rei Jordi II d'Abkhàzia, gran cristià ortodox que actuava de mecenes religiós al seu regne, i el va nomenar centre episcopal. A l'església es conserven pintures al fresc dels segles XIV al XVII.

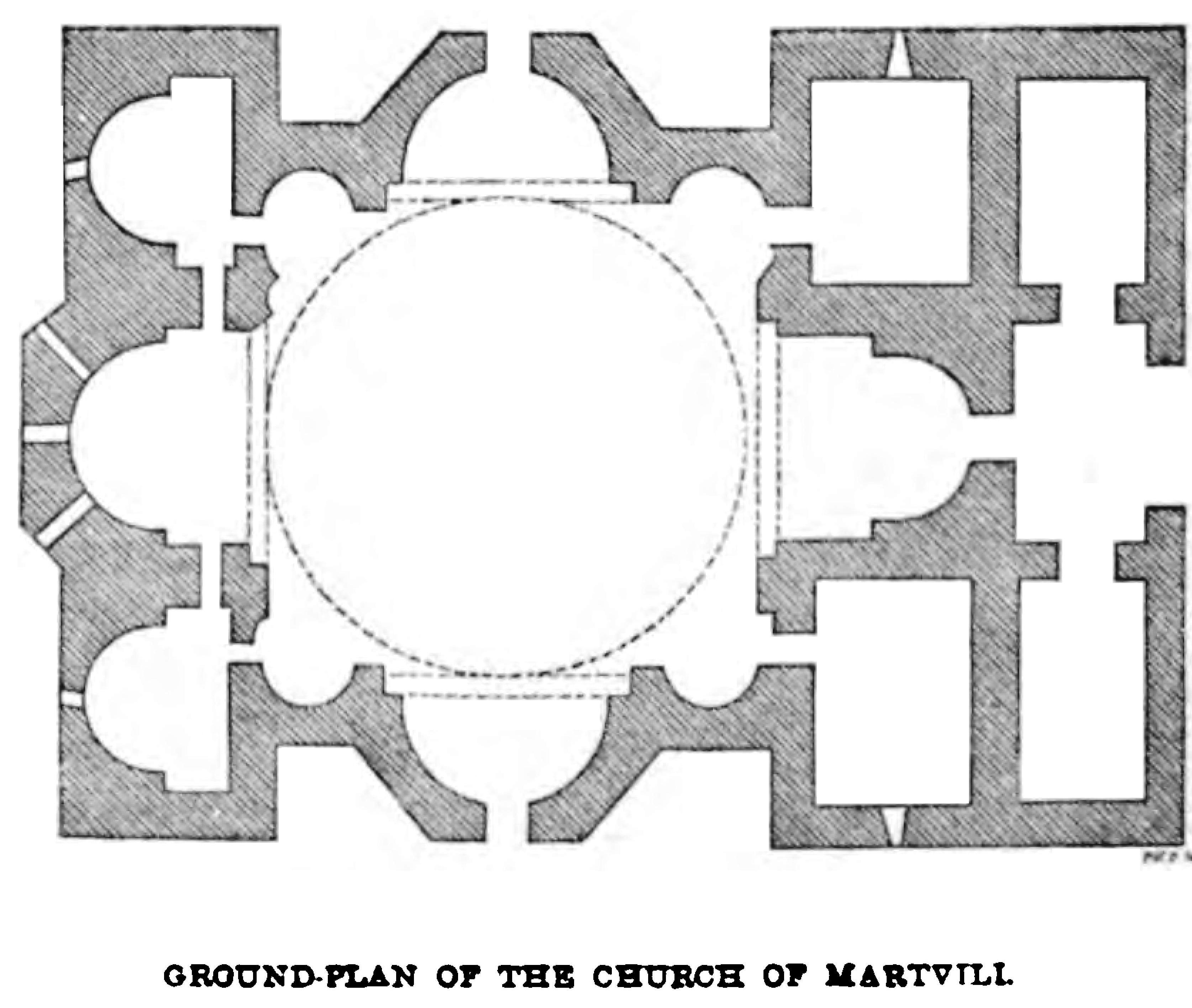
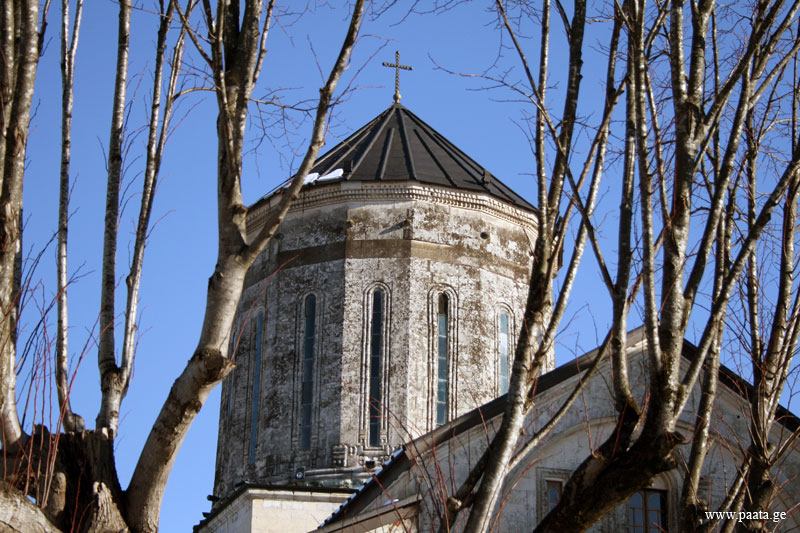
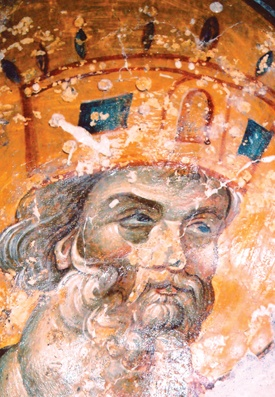
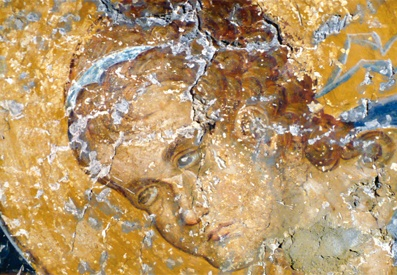